# K.Flay
Kristine Meredith Flaherty (* 30. června 1985), známá jako K.Flay, je americká zpěvačka, hudebnice, skladatelka a rapperka. Známá se stala spoluprací s umělci, jako jsou Mike Shinoda, Grandson, Tom Morello, Travis Barker a X Ambassadors. Její album Every Where Is Some Where bylo nominováno na cenu Grammy za nejlepší hudební album.
Vydala pět studiových alb: Life as a Dog (2014), Every Where Is Some Where (2017), Solutions (2019), Inside Voices / Outside Voices (2022) a Mono (2023).

## Mládí
Narodila se 30. června 1985 ve Wilmette ve státě Illinois. Její rodiče se rozvedli, když jí bylo sedm let. Brzy poté se její matka znovu vdala, přičemž nevlastní otec ji později adoptoval. Ve 14 letech zemřel její biologický otec. Příčina smrti nebyla nikdy uvedena, ale měla souviset alkoholismem. Ve svých písních na něj často odkazuje. V dětství se oblékala jako tomboy. Nosila zejména chlapecké oblečení a odmítala všechno dívčí oblečení. Vystudovalo Stanfordovu univerzitu.

## Hudební vlivy a styl
Jako své hudební vlivy uvádí širokou škálu hudebníků, například Missy Elliott, Garbage, Lauryn Hill, Tame Impala, OutKast a Cat Power.
Její tvorba zahrnuje žánry jako hip hop, alternativní hip hop, indie a pop rock.

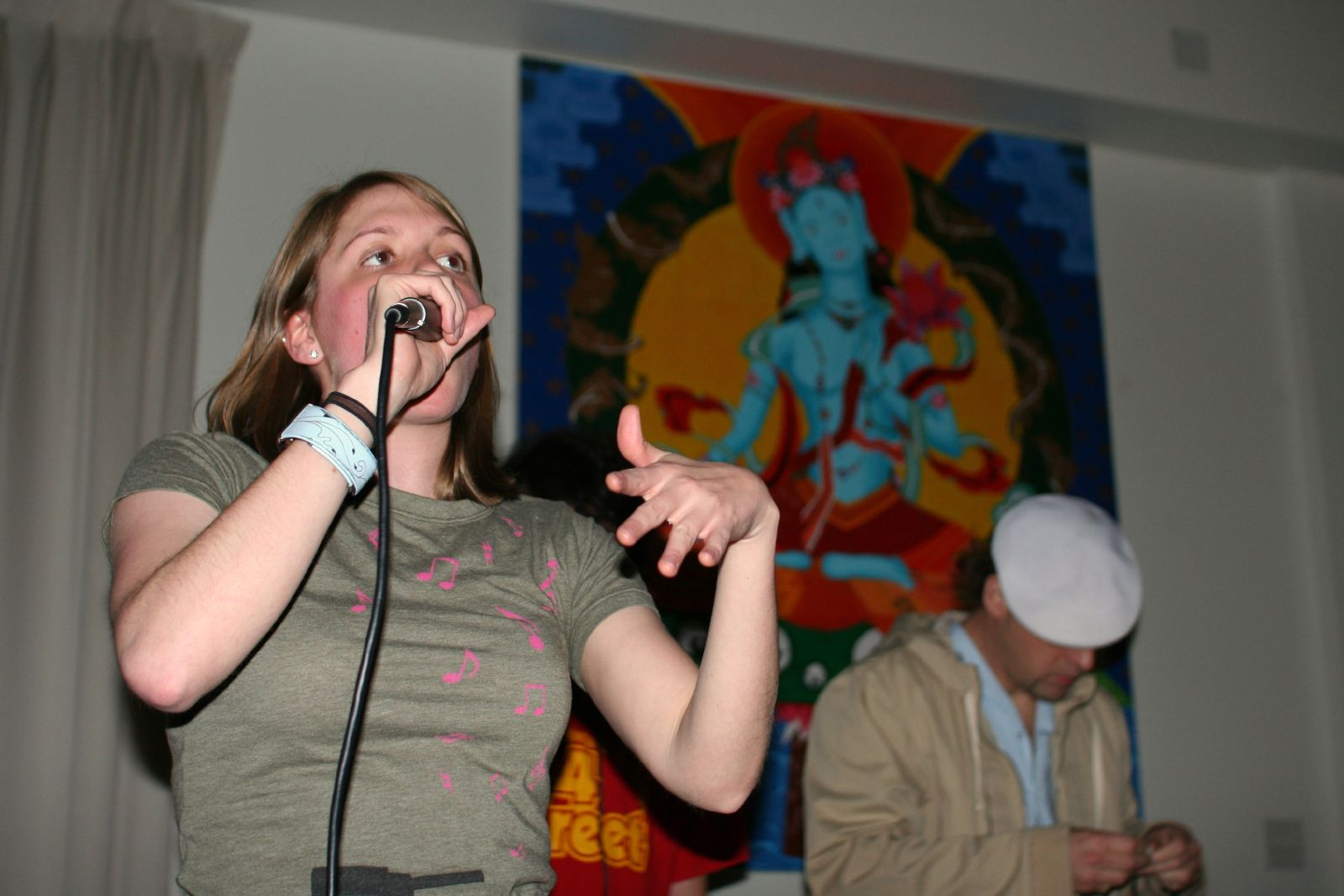
K. Flay během vystoupení na Stanfordově univerzitě v dubnu 2007

## Osobní život
Má české, německé a židovské předky. Několikrát navštívila Prahu, kde pořádala koncerty a dělala předskokanku Imagine Dragons.
Žije v Los Angeles. V rozhovorech a textech svých písní naznačuje, že je bisexuálka. V letech 2018 až 2021 měla vztah s hudebnicí Miyou Folick.
Na podzim roku 2022 prodělala náhlou senzorineurální ztrátu sluchu a zánět labyrintu, kvůli čemuž musela podstoupit několik forem léčby. V říjnu prozradila, že léčba byla neúspěšná a že zcela ohluchla na pravé ucho. I přes svůj zdravotní stav dokázala pokračovat ve své hudební tvorbě.

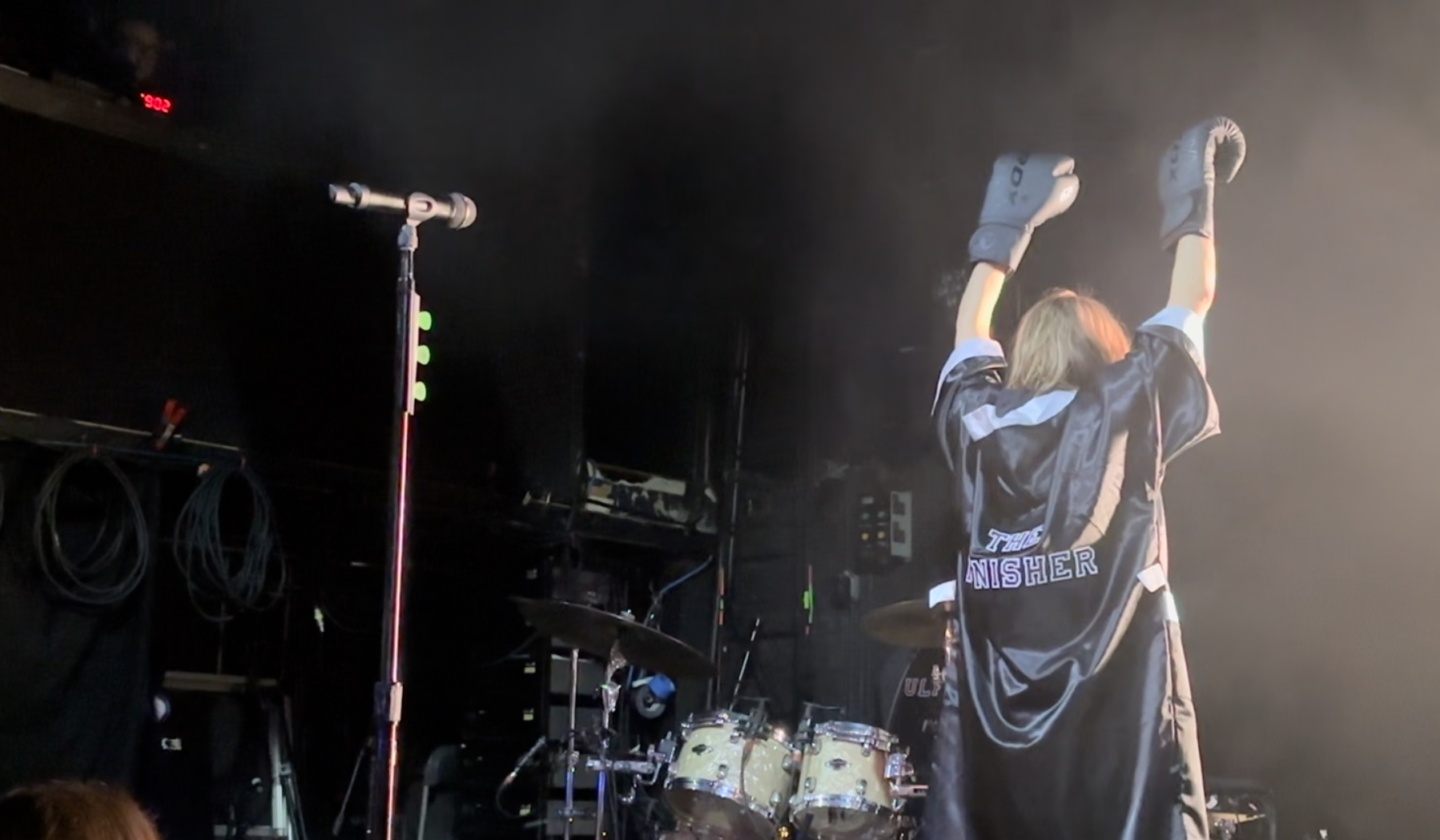
Během vystoupení v březnu 2024

## Diskografie

### Studiová alba
- Life as a Dog (2014)
- Every Where Is Some Where (2017)
- Solutions (2019)
- Inside Voices / Outside Voices (2022)
- Mono (2023)

## Ocenění a nominace
| Rok  | Ocenění     | Práce                     | Kategorie                          | Výsledek |
| ---- | ----------- | ------------------------- | ---------------------------------- | -------- |
| 2018 | cena Grammy | Every Where Is Some Where | Nejlepší hudební album, neklasické | Nominace |
| 2018 | cena Grammy | "Blood in the Cut"        | Nejlepší rocková skladba           | Nominace |